# Емері Велшман
Емері Велшман (англ. Emery Welshman, нар. 9 листопада 1991, Місісаґа) — гаянський футболіст, нападник клубу «Бней-Сахнін». Виступав, зокрема, за клуби «кальчіо Портланд Тімберс У» та «Хапоель» (Хайфа), а також національну збірну Гаяни.

## Клубна кар'єра

### Ранні роки
Народився 9 листопада 1991 року в місті Місісаґа. Вихованець «Сігми». Навчався на першому та другому курсах за футбольну команду Сієнського коледжу («Сієна Сейнтс») у Metro Atlantic Athletic Conference. З 6-а голами та 3-а гольовими передачами в 2009 році отримав звання Новачок року MAAC. Наступного року в 19-и матчах продемонстрував вражаючу статистику: 13 голів та 3 гольові передачі. Отримав нагороду найкращого гравця року MAAC, переміг у всіх номінаціях першої команди MAAC та виграв усі нагороди в своєму Регіоні. Потім перейшов на навчання до Університету штату Орегон, у футболці університетської команди («Орегон Стейт Біверс») грав у Конференції Pac-12 протягом двох завершальних років навчання. У 2011 році з 3-а голами та 7-а асистами потрапив до команди Усіх зірок Конференції Pac-12. Наступного року, після 10-и голів та 4-х асистів, знову потрапив до команди Усіх зірок Конференції Pac-12. Став одним з 54 гравців, які отримали запрошення для участі в MLS Combine 2013.
У дорослому футболі дебютував 2012 року виступами за команду «Портленд Тімберс U-23», в якій того року взяв участь у 12 матчах чемпіонату.

### «Торонто»
На Супердрафті MLS 2016 року виступав під 16-м порядковим номером від команди «Торонто». Дебютував за команду в програному (0:1) виїзному поєдинку проти «Ванкувер Вайткепс», в якому вийшов на футбольне поле в другому таймі. Також відіграв усі 90 хвилин у переможному (2:0) домашньому поєдинку Чемпіоншипу Канади 2013 проти «Монреаль Імпакт». Виступав за «Торонто II». У лютому 2014 року, після невдалих матчів за першу команду, «Торонто» надав футболісту статус вільного агента. 

### «Сігма»
2014 року уклав контракт з представником Ліги 1 Онтаріо «Сігма». У 18 матчів чемпіонату відзначився 16-а голами.

### «Реал Солт-Лейк»
У лютому 2015 року відправився для перегляду на передсезонні збори до «Реал Солт-Лейк», проте підписав контракт з резервною командою клубу, «Реал Монаркс». Початок сезону USL пропустив через травму, дебютувавib за фарм-клуб 29 квітня в матчі проти «Сакраменто Ріпаблік». 16 травня в матчі проти «Портленд Тімберс 2»  відзначився дебютним голом гол за «Монаркс». У січні 2016 року переведений до першої команди, з якою уклав договір. Проте по завершення чемпіонату MLS 2016 отримав статус вільного агента.

### «Пуерто-Рико»
Напередодні старту сезону 2017 року перебрався до «Пуерто-Рико» з NASL. Дебютував за острівну команду 8 квітня в матчі проти «Інді Ілевен», вийшовши на заміну у другому таймі. 6 травня в матчі проти «Маямі» відзначився дебютним голом за «Пуерто-Рико».

### «Цинциннаті»
3 січня 2018 року підписав контракт з представником USL «Цинциннаті». Дебютував за клуб з Огайо 17 березня в матчі першого туру сезону 2018 проти «Чарльстон Беттері». 31 березня в матчі проти «Інді Ілевен» відзначився першим голом за «Цинциннаті». 16 липня 2018 року відзначився дебютним хет-триком на професіональному рівні в другому раунді Відкритого кубку США проти «Детройт Сіті». Незалежна дисциплінарна комісія USL дискваліфікувала Велшмана на три гри, переглянувши інцидент в матчі проти «Шарлотт Індепенденс», який відбувся 18 липня, за який він та гравець суперників Кай Возер отримали по жовтій картці. 10 грудня 2018 року, напередодні старту нового сезону в MLS, підписав з клубом нову угоду

#### Оренда у «Фордж»
8 березня 2019 року «Цинциннаті» відправило Велшмана до складу представника Прем'єр-ліги Канади «Фордж» (до завершення сезону 2019 року). 27 квітня відбувся перший матч в історії Прем'єр-ліги — «Фордж» зіграв внічию з «Йорк 9» (1:1), у тому матчі Емері вийшов в стартовому складі гамільтонців. 9 травня в матчі проти «Пасифіка» забив відзначився першим голом у КПЛ. Проте вже 2 серпня був відкликаний з оренди, а незабаром після цього сторони домовилися про розірвання контракту. 

### «Хапоель» (Хайфа)
У серпні 2019 року перебрався «Хапоеля» (Хайфа) з Прем'єр-ліги (Ізраїля). Дебютував за «Хапоель Хайфу» 5 жовтня в матчі проти «Хапоель Беер-Шева», вийшовши на заміну у другому таймі.

### «Бней-Сахнін»
23 січня 2020 року підписав контракт з «Бней-Сахнін». Станом на 13 лютого 2020 року відіграв за сахнінську команду 3 матчі в національному чемпіонаті.

## Виступи за збірну
Отримав право представляти Гаяну на міжнародному рівні, оскільки його батьки походили з цієї країни. У січні 2015 року отримав запрошення відДжамала Шабазза до тренувального табору національної збірної Гаяни для підготовки до поєдинку проти Барбадосу. Дебютував за збірну 1 лютого в поєдинку проти Барбадосу, в якому також відзначився голом.
В останньому матчі кваліфікації Ліги націй КОНКАКАФ 2019/20 відзначився голом у воротах Белізу, завдяки чому допоміг Гаяні вперше в історії вийти до Золотого кубка КОНКАКАФ. У равні 2019 року потрапив до списку кандидатів на поїздку на Золотий кубок. А 30 травня потрапив до фінальної заявки збірної на турнір.

## Статистика виступів

### Клубна
Станом на 22 січня 2020
| Клуб                    | Сезон             | Ліга                 | Ліга  | Ліга | Національний кубок | Національний кубок | Кубок Ліги | Кубок Ліги | Континентальні | Континентальні | Інші  | Інші | Total | Total |
| Клуб                    | Сезон             | Дивізіон             | Матчі | Голи | Матчі              | Голи               | Матчі      | Голи       | Матчі          | Голи           | Матчі | Голи | Матчі | Голи  |
| ----------------------- | ----------------- | -------------------- | ----- | ---- | ------------------ | ------------------ | ---------- | ---------- | -------------- | -------------- | ----- | ---- | ----- | ----- |
| «Портленд Тімберс U-23» | 2012              | USL League Two       | 12    | 2    | —                  | —                  | —          | —          | —              | —              | 0     | 0    | 12    | 2     |
| «Торонто»               | 2013              | Major League Soccer  | 1     | 0    | 1                  | 0                  | —          | —          | —              | —              | 0     | 0    | 2     | 0     |
| «Сігма»                 | 2014              | Ліга 1 Онтаріо       | 18    | 16   | —                  | —                  | —          | —          | —              | —              | 0     | 0    | 18    | 16    |
| «Реал Монаркс»          | 2015              | United Soccer League | 19    | 6    | 1                  | 0                  | —          | —          | —              | —              | 0     | 0    | 20    | 6     |
| «Реал Монаркс»          | 2016              | United Soccer League | 3     | 0    | 0                  | 0                  | —          | —          | —              | —              | 0     | 0    | 3     | 0     |
| «Реал Монаркс»          | Загалом           | Загалом              | 22    | 6    | 1                  | 0                  | 0          | 0          | 0              | 0              | 0     | 0    | 23    | 6     |
| «Пуерто-Рико»           | 2017              | NASL                 | 22    | 5    | —                  | —                  | —          | —          | —              | —              | 0     | 0    | 22    | 5     |
| «Цинциннаті»            | 2018              | United Soccer League | 26    | 4    | 3                  | 3                  | —          | —          | —              | —              | 2     | 0    | 31    | 7     |
| «Цинциннаті»            | 2019              | Major League Soccer  | 0     | 0    | 0                  | 0                  | —          | —          | —              | —              | 0     | 0    | 0     | 0     |
| «Цинциннаті»            | Загалом           | Загалом              | 26    | 4    | 3                  | 3                  | 0          | 0          | 0              | 0              | 2     | 0    | 31    | 7     |
| «Фордж» (оренда)        | 2019              | Прем'єр-ліга Канади  | 11    | 3    | 1                  | 0                  | —          | —          | 1              | 0              | 0     | 0    | 15    | 3     |
| «Хапоель» (Хайфа)       | 2019–20           | Прем'єр-ліга Ізраїлю | 8     | 0    | 0                  | 0                  | 3          | 0          | —              | —              | 0     | 0    | 11    | 0     |
| «Хапоель» (Хайфа)       | 2019–20           | Ліга Леуміт          | 0     | 0    | 0                  | 0                  | 0          | 0          | —              | —              | 0     | 0    | 0     | 0     |
| Усього за кар'єру       | Усього за кар'єру | Усього за кар'єру    | 120   | 36   | 6                  | 3                  | 3          | 0          | 1              | 0              | 2     | 0    | 132   | 39    |

1. ↑  У тому числі й матчі в Чемпіоншипі Канади та Відкритому кубку США.
2. ↑  Включаючи матчі в Кубку Тото.
3. ↑  Включаючи матчі в Лізі КОНКАКАФ.
4. ↑  Включаючи матчі в плей-оф USL.

### Голи за збірну
Рахунок та результат збірної Гаяни в таблиці подано на першому місці.
| №  | Дата              | Місце                                                     | Суперник                 | Рахунок | Результат | Змагання                                 |
| -- | ----------------- | --------------------------------------------------------- | ------------------------ | ------- | --------- | ---------------------------------------- |
| 1. | 1 лютого 2015     | Національний стадіон, Сент-Мішель, Барбадос               | Барбадос                 | 2–0     | 2–2       | Товариський матч                         |
| 2. | 14 червня 2015    | Провіденс стедіум, Провіденс, Guyana                      | Сент-Вінсент і Гренадини | 1–1     | 4–4       | кваліфікація ЧС 2018                     |
| 3. | 14 червня 2015    | Провіденс стедіум, Провіденс, Guyana                      | Сент-Вінсент і Гренадини | 3–4     | 4–4       | кваліфікація ЧС 2018                     |
| 4. | 13 жовтня 2018    | Національна академія ТІКФА, Провіденсейлс, Теркс і Кайкос | Острови Теркс і Кайкос   | 2–0     | 8–0       | кваліфікація Ліги Націй КОНКАКАФ 2019/20 |
| 5. | 13 жовтня 2018    | Національна академія ТІКФА, Провіденсейлс, Теркс і Кайкос | Острови Теркс і Кайкос   | 6–0     | 8–0       | кваліфікація Ліги Націй КОНКАКАФ 2019/20 |
| 6. | 13 жовтня 2018    | Національна академія ТІКФА, Провіденсейлс, Теркс і Кайкос | Острови Теркс і Кайкос   | 8–0     | 8–0       | кваліфікація Ліги Націй КОНКАКАФ 2019/20 |
| 7. | 23 березня 2019   | Синтетік Трек енд Філд Фасиліті, Лонора, Гаяна            | Беліз                    | 2–1     | 2–1       | кваліфікація Ліги Націй КОНКАКАФ 2019/20 |
| 8. | 11 жовтня 2019    | Сер Вів'єн Ричардс, Норз Саунд, Антигуа і Барбуда         | Антигуа і Барбуда        | 1–2     | 1–2       | Лыа нацый КОНКАКАФ Б 2019/20             |
| 9. | 18 листопада 2019 | Спортивний комплекс «Монтего-Бей», Монтего-Бей, Ямайка    | Ямайка                   | 1–0     | 1–1       | Лыа нацый КОНКАКАФ Б 2019/20             |

## Досягнення
«Цинциннаті»
- Регулярний чемпіонат USL
  -  Чемпіон (1): 2018

«Фордж»
- Прем'єр-ліга Канади
  -  Чемпіон (1): 2019